# كريستين بير أوكيفي
كريستين بير أوكيفي (بالإنجليزية: Kristin Bair O'Keeffe)‏ (1966)؛ روائية أمريكية.